# Paix de Füssen
La paix de Füssen, signée le 22 avril 1745 à Füssen, est un traité de paix entre l'archiduché d'Autriche et l'électorat de Bavière. La paix a lieu pendant la guerre de Succession d'Autriche et met fin à l'état de guerre entre les deux états.

## Histoire
Après la prise de Prague par les troupes françaises et bavaroises, le 26 novembre 1741, Charles Albert de Bavière se proclame roi de Bohême. Quelques semaines plus tard, le 24 janvier 1742, il se fait élire à l'unanimité empereur allemand. Mais le jour de son couronnement sous le nom de Charles VII, le 12 février 1742, la Bavière est occupée par les troupes autrichiennes et sa résidence à Munich est saccagée par des hussards hongrois. Charles-Albert écrit dans son journal le lendemain : 
« Mon couronnement a eu lieu hier, avec une magnificience et une jubilation sans pareilles, mais je me suis vu dans le même temps être attaqué par des douleurs de pierre et de goutte. Malade, sans terre, sans argent, je peux vraiment me comparer à Job, l'homme de la douleur. »
Après des succès instables, le soutien de l'Angleterre à l'Autriche semble donner la victoire à Marie-Thérèse d'Autriche. L'ouverture de la seconde guerre de Silésie par Frédéric II de Prusse en août 1744 offre un bref répit à la Bavière, car les troupes autrichiennes sont un peu plus tard aussi en Silésie et en Bavière. L'empereur Charles VII faillit être fait prisonnier, il meurt le 20 janvier 1745 à Munich, quelques jours après que les troupes bavaroises eurent repris la ville. Le rêve impérial n'aura duré que trois ans.
Son fils qui lui succède, Maximilien III Joseph de Bavière, engage immédiatement des pourparlers de paix et vient à la conclusion d'une paix préliminaire. La trêve est ensuite confirmée par une ratification mutuelle d'une paix définitive.

## Contenu
Le traité de paix se compose de 17 articles, deux articles séparés et une clause avenante secrète.
Dans ce traité, la Bavière renonce à prétendre à un héritage et reconnaît la Pragmatique Sanction. L'Autriche renonce pour sa part à des indemnités de guerre, retire toutes ses troupes de Bavière et reconnaît la succession de Maximilien III Joseph de Bavière à son père Charles-Albert, d'apporter sa voix à François-Étienne de Lorraine, le mari de Marie-Thérèse, lors de l'élection impériale et le gain du Palatinat du Rhin et de l'Électorat de Cologne.
Le contrat est signé le 22 avril 1745 à Füssen par Joseph de Fürstenberg-Stühlingen représentant la Bavière et le négociateur de l'Autriche Rudolph Joseph von Colloredo (de).

## Source, notes et références
- (de) Cet article est partiellement ou en totalité issu de l’article de Wikipédia en allemand intitulé « Frieden von Füssen » (voir la liste des auteurs).